# Metro (strumento)
Un metro è uno strumento usato per la misurazione di lunghezze avente una scala di riferimento espressa in metri (intesa come unità di misura del SI) e adatto alle misure nelle attività umane più comuni.

## Descrizione
Il termine è generico e non definisce esattamente le caratteristiche dello strumento. generalmente il termine è usato per strumenti pratici, con campi di misura che vanno dal mezzo metro, fino alla decina di metri. Le risoluzioni tipiche vanno dal millimetro ai 5 cm, in proporzione alla lunghezza complessiva dello strumento e alla precisione richiesta. All'interno di questi limiti esistono moltissimi tipi, di cui qui verranno citati solo i più comuni.
I “metri” possono essere realizzati in un unico componente o, per facilitarne il trasporto quando molto lunghi, in più pezzi che vengono riassemblati al bisogno, oppure essere costituiti da nastri che vengono trasportati arrotolati.
Il termine si applica sia a strumenti di tipo rigido, adatti alla misura di distanze lineari, sia di tipo flessibile, adatte alle misurazioni di superfici curve o circonferenze.
Spesso, l'inizio della scala graduata coincide con un'estremità dello strumento stesso, questo per rendere possibile la lettura di profondità, altezze o distanze, mandando lo strumento in appoggio sulla superficie da dove si vuole far partire la misura.

## Tipi
- righello metrico, piccolo strumento a forma di listello, rigido o semirigido comunemente  usato in cancelleria, nel disegno o per misure lineari inferiori al metro;
- metro da sarto, strumento costituito da un nastro di tela molto flessibile, che opportunamente graduato permette di rilevare, oltre le misure lineari, anche circonferenze strette, comunemente usato dai sarti per prendere le “misure” sul corpo dei clienti;
- flessometro, strumento costituito da un nastro metallico, normalmente tenuto arrotolato per praticità di trasporto, che ricostituisce una certa rigidità una volta srotolato, comunemente usato in officina, falegnameria o edilizia, per misure tra un centimetro e i 5 metri;
- metro ripiegabile, strumento costituito da un gruppo di listelli graduati incernierati agli estremi, normalmente tenuti ripiegati uno sull'altro per praticità di trasporto, che una volta riallineati e distesi, realizzano con una discreta rigidità la funzione di un'unica asta metrica di discrete dimensioni (es. 5 metri), comunemente usato in edilizia e in falegnameria;
- metro a nastro, strumento costituito da un nastro flessibile graduato, normalmente tenuto arrotolato per praticità di trasporto, che mantiene la flessibilità una volta srotolato, comunemente usato in edilizia, nei cantieri o dove necessita di fare misure di lunghezze elevate, da 10 fino a 50 metri;
- asta metrica, antico strumento costituito da una sbarra, una canna o una pertica di notevole spessore, che opportunamente graduato era in grado di fare misure fino a 10 metri (e oltre), comunemente usato in edilizia e dagli agrimensori (oggi sostituiti dai più precisi e pratici telemetri laser).
- rotella metrica, metro flessibile avvolto intorno a un rullo.